# 大阪府立東淀川支援学校
大阪府立東淀川支援学校（おおさかふりつ ひがしよどがわしえんがっこう）は、大阪府大阪市東淀川区にある特別支援学校。

## 概要
2015年4月、大阪市立中島中学校の跡地にて開校した。知的障害のある児童・生徒を主な支援教育対象にし、小学部・中学部・高等部を設置する。当初は大阪市立だったが、2016年4月に大阪府へ移管された。

## 沿革
- 2015年4月1日 - 大阪市立東淀川特別支援学校として開校。
- 2016年4月1日 - 大阪府へ移管。同時に「大阪府立東淀川支援学校」に校名変更。
- 2024年4月1日 - 大阪府立出来島支援学校の開校に伴い通学区域を再編。

## 学区
- 淀川区
- 東淀川区
- 豊中市の一部

## 交通アクセス
- 新大阪駅（東海道・山陽新幹線、東海道本線（JR京都線）、おおさか東線、Osaka Metro御堂筋線）より徒歩約13分
- 崇禅寺駅（阪急京都本線）より徒歩約10分
- 柴島駅（阪急千里線）より徒歩12分